# الآنا ماسترسون
الآنا ماسترسون (بالإنجليزية : Alanna Masterson) (ولدت 27 يونيو 1988م) هي ممثلة اميريكية اشتهرت بأداء دور تارا تشامبلر في مسلسل الموتى السائرون في قناة AMC.

## بداية حياتها
ولدت الآنا في عام 1988م وكان لديها 4 أشقاء أكبر منها اشتهروا بأداء ادوار كبيرة في برامج تلفزيونية مشهورة في اواخر التسعينيات وبداية الألفية الجديدة وبدأ شغف الآنا بالتمثيل لأنها كانت دائماً ترافق اخوانها إلى اماكن التمثيل.

## المهنة
اشتهرت الآنا بأداء دور تارا تشامبلر في مسلسل الرعب والدراما الناجح الموتى السائرون في قناة AMC تمت اضافتها إلى طاقم التمثيل في عام 2013 في الموسم الرابع من المسلسل وكان أول ظهور لها في حلقة (Live Bait) وتؤدي دور تارا الفتاة الشابة والاخت الصغرى لليلى تشامبلر وهي أول شخصية مثلية الجنس في المسلسل. كانت شخصية تارا ثانوية في الموسم الرابع من المسلسل ولكن تمت ترقية الآنا إلى الشخصيات الرئيسة في الموسم الخامس من المسلسل مع زميليها أندرو ج ويست (غاريث) و‌كريستيان سيراتوس (روزيتا إسبينوزا).

## حياتها الخاصة
كونها شقيقة 4 ممثلين مشهورين كانت الاضواء تحيط بالآنا منذ الصغر وشوهدت عدة مرات مع ابن توم كروز وكانت لها علاقة مع مهندس الموسيقى DJ جيسي ماركو وأيضاً المصور بريك ستوييل وفي عام 2015 قررت الآنا السفر إلى نيبال لبناء مدرسة إعدادية مع اصدقائها.

## الأعمال

### أفلام
| السنة | اسم الفيلم      | الدور              |
| ----- | --------------- | ------------------ |
| 2011  | Peach Plum Pear | دورا بيل هاتشينسون |

### تلفزيون
| السنة      | المسلسل                    | الدور          | ملاحظات                                                             |
| ---------- | -------------------------- | -------------- | ------------------------------------------------------------------- |
| 1994-1995  | The Young and the Restless | كولين كارلتون  |                                                                     |
| 2001       | Definitely Maybe           | غير معروف      | ضيفة                                                                |
| 2006       | مالكوم في الوسط            | هايدي          | ضيفة                                                                |
| 2008       | Greek                      | الآنا          | ضيفة                                                                |
| 2009       | المبيد: سجلات سارا كونورز  | زوي مكارثي     | ضيفة                                                                |
| 2009       | غريز أناتومي               | هيلاري بويد    | ضيفة                                                                |
| 2010       | First Day                  | آبي            | متناوبة (7 حلقات)                                                   |
| 2012       | Park it Up                 | بريندا         | ضيفة                                                                |
| 2013– 2019 | الموتى السائرون            | تارا تشامبلر   | الموسم الرابع : متناوبة (3 حلقات)، الموسم الخامس : رئيسية (16 حلقة) |
| 2014       | Men at Work                | الفتاة الهيبية | ضيفة                                                                |

## وصلات خارجية
- الآنا ماسترسون على موقع IMDb (الإنجليزية)
- الآنا ماسترسون على موقع ألو سيني (الفرنسية)
- الآنا ماسترسون على موقع قاعدة بيانات الفيلم (الإنجليزية)
- الآنا ماسترسون على موقع كينوبويسك (الروسية)